# Riflesso di Bezold-Jarisch
Il riflesso di Bezold-Jarisch è un riflesso vagale di tipo inibitorio, che può essere innescato da una vasodilatazione delle vene periferiche. Tale fenomeno, che deve il suo nome agli scopritori Albert von Bezold e Adolf Jarisch Junior, rappresenta una delle possibili cause di sincope (detta, in questo caso, sincope neuromediata) caratterizzata da bradicardia e bradipnea.
La reazione è un riflesso attraverso il nervo vago, trasmesso nel nucleo solitario.

## Fisiopatologia
Classicamente il riflesso di Bezold-Jarisch è associato ad una triade clinica costituita da apnea, bradicardia e ipotensione. La bradicardia in questo contesto può essere trattata con atropina. 
In condizioni di normalità, cali pressori rilevati dai barocettori situati a livello del seno carotideo provocano una risposta caratterizzata da aumento della frequenza cardiaca e della forza di contrazione del muscolo cardiaco; ciò serve per assicurare un'adeguata perfusione agli organi.
A livello ventricolare però una forte contrazione (dovuta allo stimolo primariamente evocato dai recettori del seno carotideo) su una cavità ventricolare relativamente vuota a causa del ridotto ritorno venoso può provocare una reazione paradossa: si attua una impropria eccitazione dei barocettori situati a livello del ventricolo sinistro (i recettori nella parete e le trabecole del ventricolo sinistro), che possono rispondere inviando segnali che innescano la bradicardia paradossa e una ridotta contrattilità, tali da aggravare l'ipotensione arteriosa preesistente.
Una situazione tipica è nel caso di postura eretta prolungata, che provoca un certo grado di accumulo di sangue negli arti inferiori e può portare a una riduzione del ritorno venoso; questo fenomeno si aggrava se l'individuo è disidratato.  
Il riflesso di Bezold-Jarisch è responsabile della bradicardia sinusale che si verifica comunemente entro i primi 60 minuti a seguito di un infarto miocardico acuto, e spiega l'insorgenza del blocco del nodo atrio-ventricolare nel contesto del miocardio posteriore o inferiore. 
Il riflesso di Bezold-Jarisch è stato suggerito come possibile causa di bradicardia profonda e collasso circolatorio dopo anestesia spinale; inoltre, è una delle complicanze del blocco del plesso brachiale interscalenico.
ll riflesso si verifica con diverse sostanze chimiche biologicamente attive, come nicotina e capsaicina, quando si raggiungono aree sensibili. Alcuni alcaloidi, bradichinina, Peptide natriuretico atriale, prostanoidi, nitrovasodilatori, antagonisti del recettore dell'angiotensina II tipo 1 e agonisti della serotonina possono suscitare il riflesso.

### La sincope
La sincope riflessa (vasodepressore) o sincope vasovagale ha origine con l'attivazione di aree specifiche nella corteccia cerebrale. In effetti, la stimolazione delle aree nel giro cingolato anteriore può innescare la sincope. Sebbene la causa esatta non sia nota, in alcuni casi la sincope riflessa è stata attribuita all'attivazione del riflesso di Bezold-Jarisch. Questo riflesso, originariamente descritto come la risposta cardio-respiratoria all'iniezione endovenosa di alcaloidi provoca bradicardia, ipotensione e apnea. Negli animali da esperimento, la stimolazione dei barorecettori arteriosi o dei barorecettori ventricolari da parte di molte sostanze chimiche (alcaloidi, nicotina, capsaicina, istamina, serotonina, serpente e veleni di insetti) può anche innescare il riflesso di Bezold-Jarisch. Nelle persone, l'iniezione coronarica di materiale di contrasto o di agenti trombolitici può causare sincope riflessa, presumibilmente stimolando i recettori ventricolari che provocano il riflesso di Bezold-Jarisch. È possibile che questi stimoli chimici attivino i medesimi canali sensibili al tratto transitorio (TRP) dei barorecettori arteriosi che sono normalmente attivati dall'ipertensione.
Negli esseri umani, gli stimoli chiaramente distinti da quelli noti per iniziare un riflesso di Bezold-Jarisch possono anche suscitare sincope riflessa e provocare una massiccia stimolazione del sistema parasimpatico e l'abolizione del tono simpatico.